# Возняк, Анастасия Романовна
Анастасия Романовна Возняк (укр. Анастасія Романівна Возняк, род. 9 декабря 1998 года, Львов) — украинская гимнастка (художественная гимнастика), двукратная чемпионка Европы 2020 года, бронзовая призёрка чемпионата мира 2018 года. Участница летних Олимпийских игр 2016 года (7-е место в групповом многоборье).

## Биография
В секцию художественной гимнастики Анастасию привела мама, в прошлом сама занимавшаяся гимнастикой. Первый тренер — Елена Викторовна Ересько. С января 2012 года занималась в киевской школе Дерюгиных, в 2013 году вошла в юниорскую сборную Украины, с середины 2014 года выступает в основном составе сборной Украины в групповых упражнениях.
В 2015 году выступила на Европейских играх в Баку, завоевала серебряную медаль в упражнении с 5 лентами и бронзовую в упражнении 3 обручами и 4 булавами.
В 2016 году в составе сборной Украины в возрасте 17 лет она выступила в Рио-де-Жанейро, заняв 7-е место в групповом многоборье. В 2018 году на чемпионате Европы в Гвадалахаре Анастасия с командой Украины завоевала две серебряные медали: в командном первенстве и в упражнении с 5 булавами. В том же году в Софии на чемпионате мира завоевала бронзовую медаль в упражнении 3 мячами и двумя скакалками.
В 2019 году на Европейских играх в Минске Анастасия завоевала серебро в упражнении с 3 обручами и 4 булавами. В том же году на Универсиаде в Неаполе (представляла Национальный университет физического воспитания и спорта Украины) она завоевала три серебряные медали в командном первенстве, упражнении с 5 мячами и упражнении с 3 обручами и 4 булавами. В том же году на чемпионате мира заняла 9-е место в групповом первенстве вместе с Валерией Юзвяк, Марией Высочанской, Дианой Мижерицкой и Алиной Быхно, квалифицировавшись на Олимпиаду в Токио.
В связи с отменой проведения Игр в Токио Анастасия изначально решила закончить карьеру, но через три месяца вернулась в сборную для участия в домашнем чемпионате Европы в Киеве и играх в Токио через год. На домашнем чемпионате Европы она вместе с Марией Высочанской, Валерией Юзвяк, Мариолой Бондарчук и Дианой Баевой завоевала золотую медаль в упражнении с пятью мячами, серебро в упражнении с тремя обручами и четырьмя булавами, а также бронзу в групповом многоборье. Вместе с юниорками Полиной Карикой, Кариной Сидорак и Меланией Тур одержала победу в командном первенстве.

## Результаты на турнирах
| Год  | Турнир                           | Команда | Групповое многоборье | 5 мячей | 3 обруча+4 булавы |
| ---- | -------------------------------- | ------- | -------------------- | ------- | ----------------- |
| 2019 | Чемпионат мира                   |         | 9                    | 8       |                   |
| 2020 | Гран-при (Кубок Дерюгиной, Киев) |         | 1                    | 1       | 1                 |
| 2020 | Чемпионат Украины                |         | 1                    |         |                   |
| 2020 | Чемпионат Европы                 | 1       | 3                    | 1       | 2                 |
| 2021 | Кубок Украины (Днепр)            |         | 1                    | 1       | 1                 |
| 2021 | Кубок мира (Ташкент)             |         | 6                    | 5       | 5                 |
| 2021 | Кубок мира (Баку)                |         | 5                    | 7       | 4                 |
| 2021 | Чемпионат Украины                |         | 1                    |         |                   |
| 2021 | Кубок мира (Пезаро)              |         | 7                    | 6       | 7                 |
| 2021 | Чемпионат Европы                 |         | 6                    | 7       | 6                 |
| 2021 | Гран-при Израиля (Тель-Авив)     |         | 2                    | 2       | 2                 |

## Государственные награды
- Орден княгини Ольги III степени (15 июля 2019) — за достижение высоких спортивных результатов на ІІ Европейских играх в г. Минск (Республика Беларусь), проявленные самоотдачу и волю к победе, подъём международного авторитета Украины[17]
- Медаль «За труд и доблесть» (8 марта 2021) — за значительный личный вклад в социально-экономическое, научно-техническое, культурно-образовательное развитие украинского государства, выдающееся исполнение служебных обязанностей и многолетний добросовестный труд[18]